# خفاش میوه‌خوار بینی‌لوله‌ای تیره
خفاش میوه‌خوار بینی‌لوله‌ای تیره (نام علمی: Nyctimene celaeno) نام یک گونه از سرده خفاش‌های میوه‌خوار بینی‌لوله‌ای است.